# Régiment de Beauvoisis
Pour les articles homonymes, voir régiment de Jonzac.
Le régiment de Beauvoisis couramment appelé régiment de Beauvaisis est un régiment d’infanterie du royaume de France créé en 1667.

## Création et différentes dénominations
- 12 juillet 1667 : création du régiment de Jonzac
- 1685 : renommé régiment de Beauvoisis
- 1er janvier 1791 : renommé 57e régiment d'infanterie de ligne
- 23 avril 1795 : le 2e bataillon est amalgamé dans la 114e demi-brigade de première formation
- 10 mai 1795 : le 1er bataillon est amalgamé dans la 113e demi-brigade de première formation

## Colonels et mestres de camp
- 12 juillet 1667 : Alexis de Sainte-Maure, comte de Jonzac (ou Jonsac), brigadier le 15 avril 1672, † janvier 1677
- 17 janvier 1677 : comte de Saint-Maure, neveu du précédent
- 1685 : Louis de Mienne marquis de Vieuxbourg
- 4 octobre 1695 : Marquis Antoine de La Chaize d'Aix[1]
- 1er mai 1699 : Jérôme François Lécuyer comte de Muret
- 1705 : N. de Revol
- 31 août 1707 : Pierre Maximilien Pajot de Villeperot
- 25 novembre 1734 : Antoine-Paul-Jacques de Quelen Stuer de Caussade, marquis de Saint-Megrin, puis comte, puis duc, de La Vauguyon, brigadier le 20 février 1743, maréchal de camp le 1er juin 1745, déclaré lieutenant général en décembre 1748, par pouvoir expédié le 10 mai précédent
- 26 mai 1745 : Charles-Antoine de Guerin, marquis de Lugeac, déclaré brigadier en janvier 1749, par brevet expédié le 10 mai 1748, maréchal de camp le 10 février 1759, lieutenant général le 25 juillet 1762[2]
- 10 février 1759 : Charles chevalier de Clugny de Tenissey, brigadier le 29 février 1768
- 13 avril 1780 : René Georges Marie marquis de Montécler
- 9 mars 1781 : Marie Claude comte du Chilleau
- 10 mars 1788 : Alexandre comte de Damas
- 5 février 1792 : Étienne  de La Martellière
- 12 juillet 1792 : Pierre Chevallier

## Historique des garnisons, combats et batailles du régiment
- 12 juillet 1667 : levé à 20 compagnies
- 27 mars 1668 : attribution de 2 canons de 4 en tant qu’artillerie régimentaire
- 28 mai 1668 : suppression de l’artillerie régimentaire
- 20 février 1674 : porté à 24 compagnies
- mars 1687 : un bataillon composé d’une compagnie de grenadiers et de 15 compagnies ordinaires, toutes de 45 hommes
- 10 décembre 1691 : un bataillon de campagne de 13 compagnies dont une de grenadiers
- 26 janvier 1701 : augmenté d’un bataillon de 13 compagnies de miliciens de 45 hommes

- En 1701, au début de la guerre de succession d'Espagne dans les Pays-Bas espagnols, un bataillon du régiment Beauvoisis est envoyé par le maréchal de Boufflers en 1701 pour défendre la place de Luxembourg[3].

Lors de la réorganisation des corps d'infanterie français de 1762, le régiment conserve ses deux bataillons et est affecté au service de la Marine et des Colonies et à la garde des ports dans le royaume.
L'ordonnance arrête également l'habillement et l'équipement du régiment comme suit
Habit, veste, parements, culotte blancs, collet et revers verts, doubles poches en long garnies chacune de quatre boutons à distance égale, trois sur la manche, quatre au revers et quatre au-dessous : boutons blancs et plats, avec le no 41. Chapeau bordé d'argent.
- Le 57e régiment d’infanterie de ligne a fait les campagnes de 1792 et 1793 à l’armée de la Vendée ; 1794 et 1795 à l’armée des Pyrénées -Occidentales.

Le 57e régiment d’infanterie de ligne faisait partie de la garnison de Mayence en 1793.

## Drapeaux
3 drapeaux dont un blanc colonel, et 2 d’ordonnance, « rouges & aurores par opposition, & croix blanches ».

Drapeaux d’ordonnance
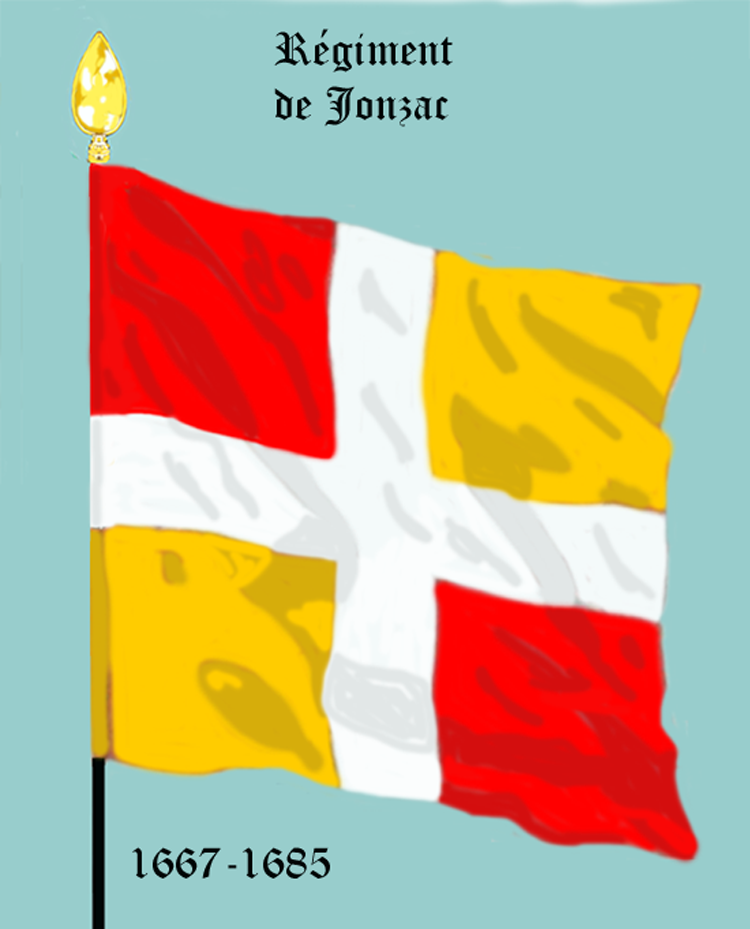
régiment de Jonzac de 1667 à 1685
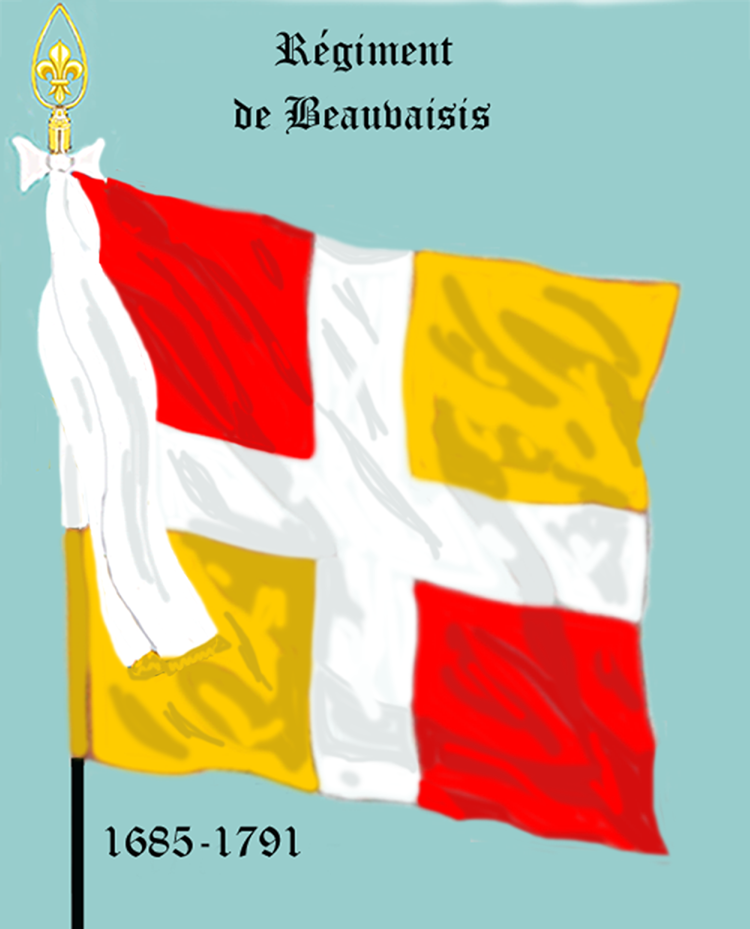
régiment de Beauvoisis de 1685 à 1791

## Habillement

Uniformes
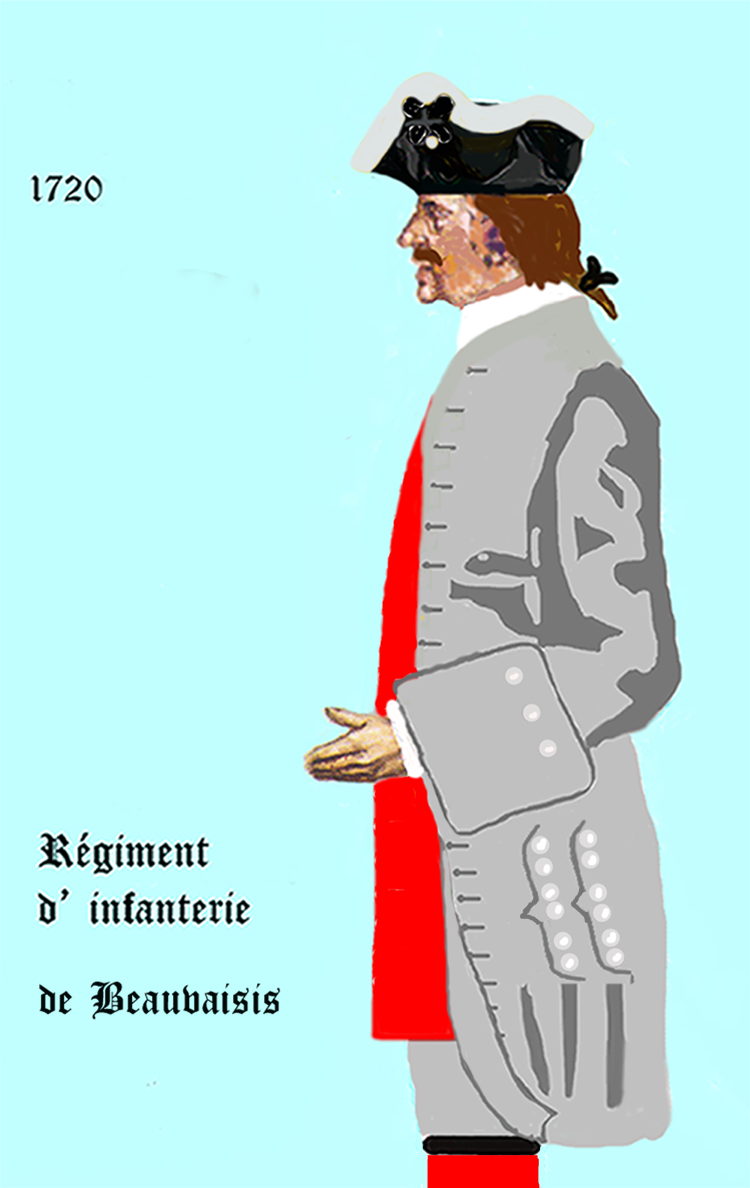
régiment de Beauvoisis de 1720 à 1734
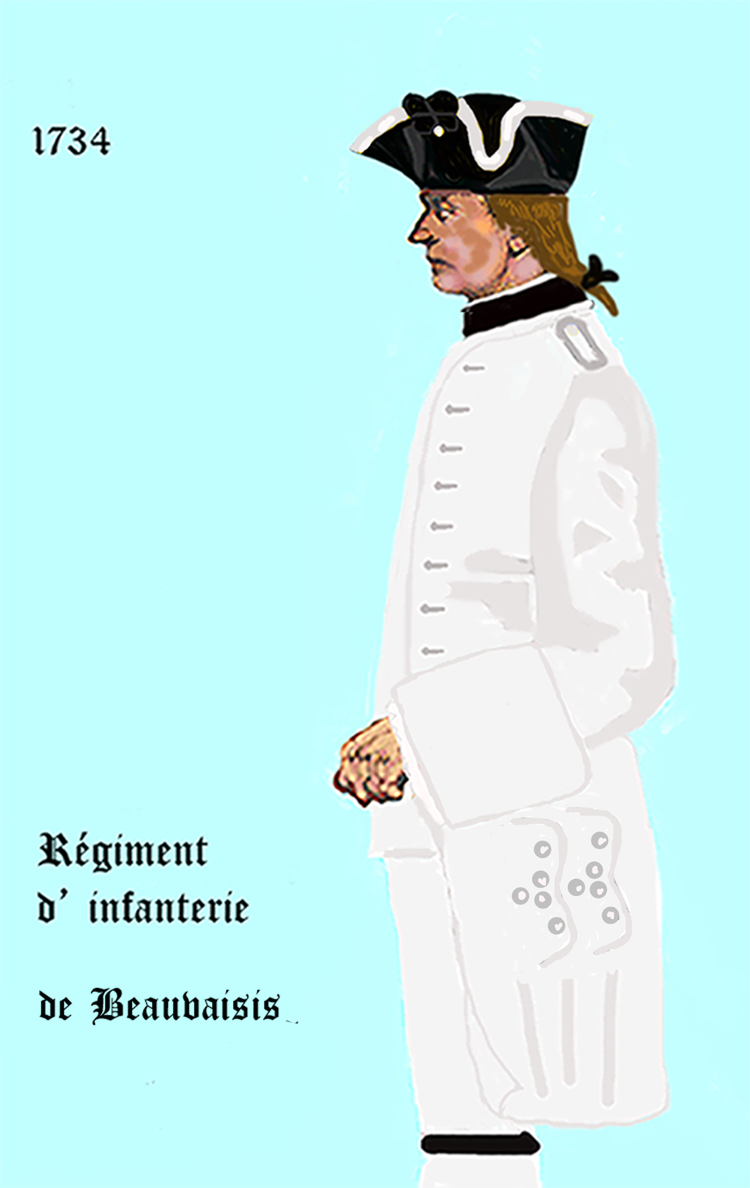
régiment de Beauvoisis de 1734 à 1740
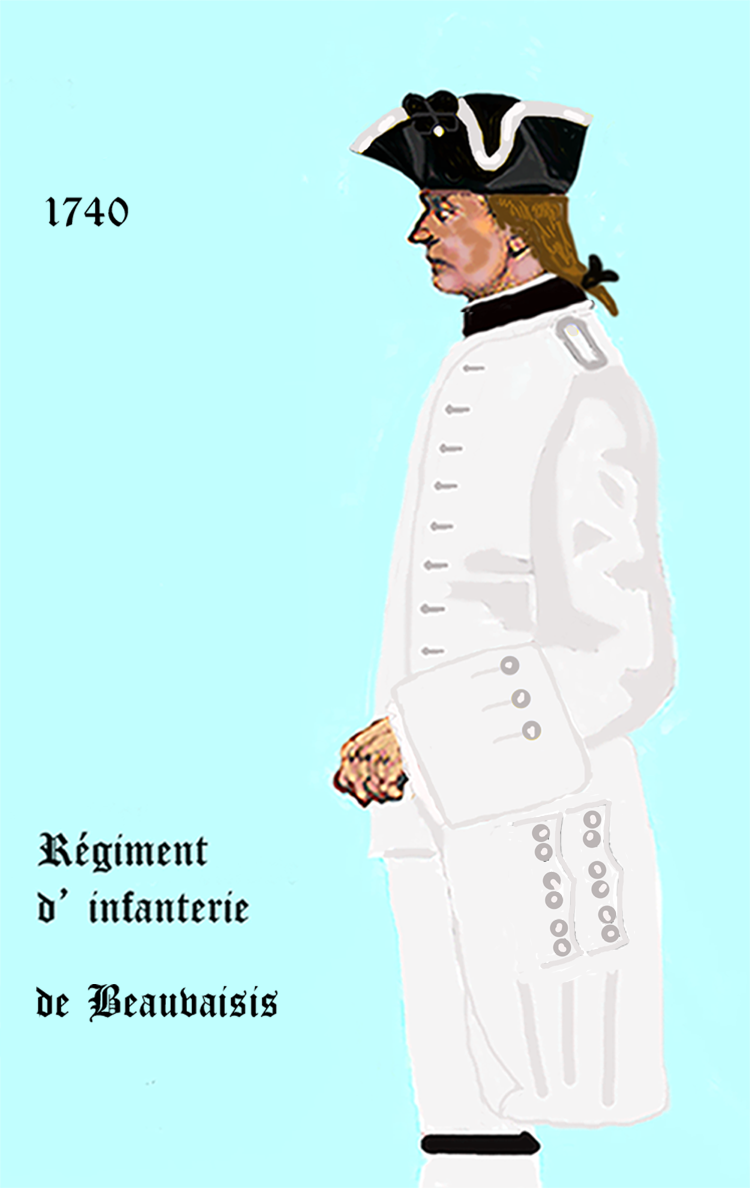
régiment de Beauvoisis de 1740 à 1762
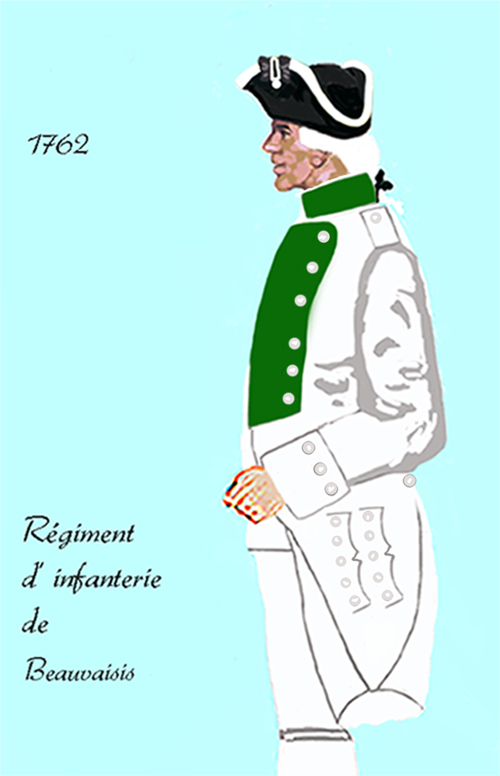
régiment de Beauvoisis de 1762 à 1767

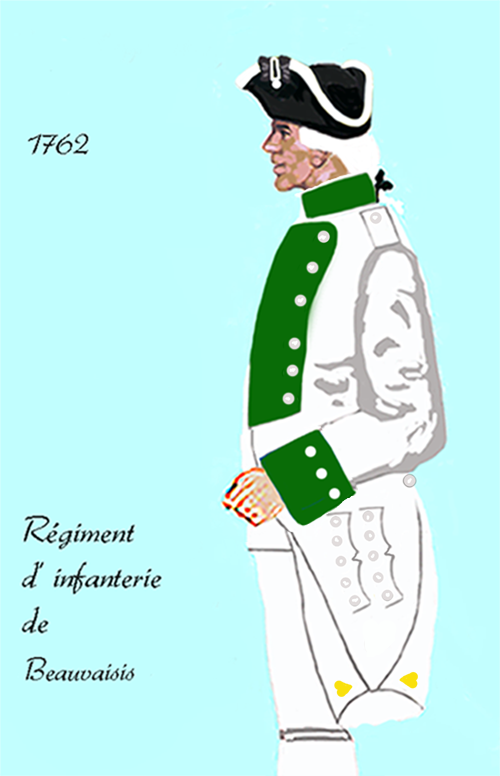
régiment de Beauvoisis de 1767 à 1776
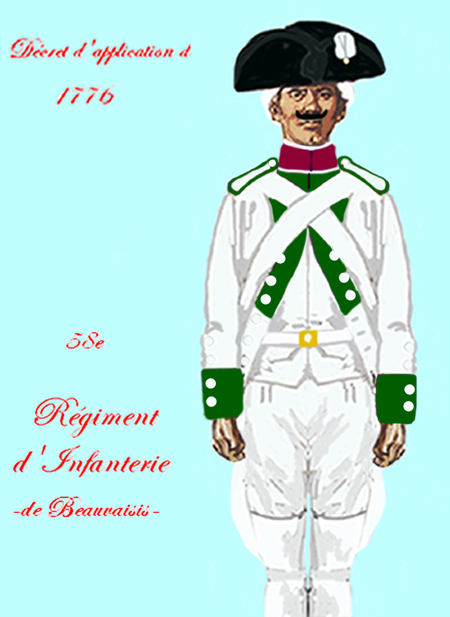
régiment de Beauvoisis de 1776 à 1779
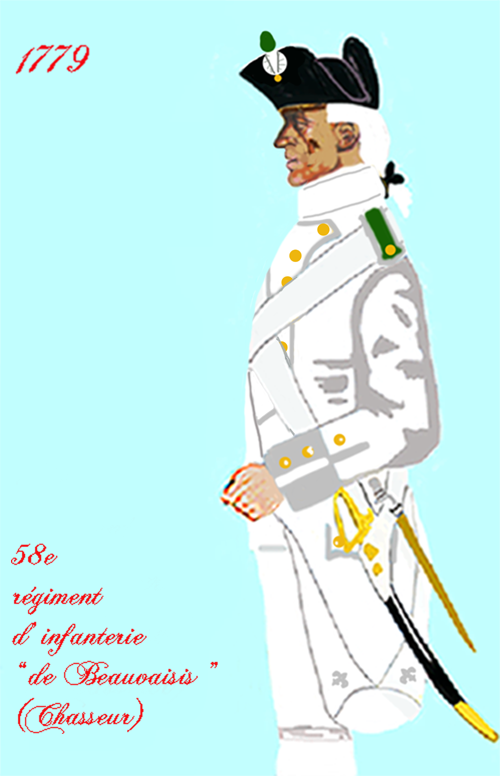
régiment de Beauvoisis de 1779 à 1791
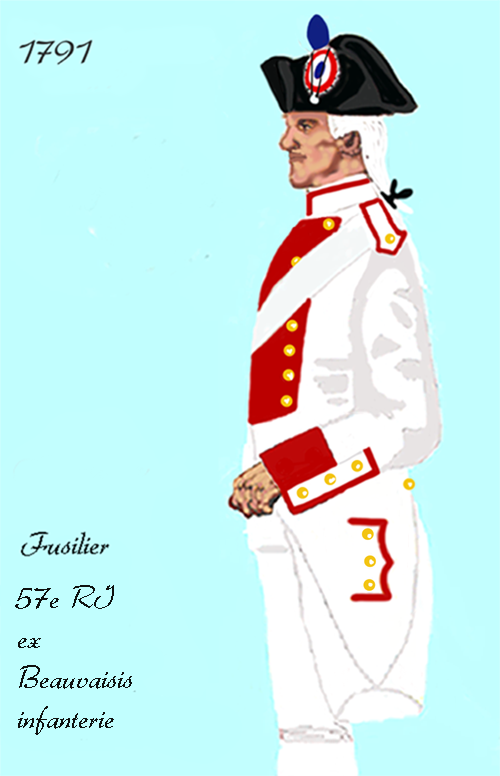
57e régiment d’infanterie de ligne de 1791 à 1795

### Sources et bibliographie
- Lieutenant général de Vault, Mémoires militaires relatifs à la guerre d'Espagne sous Louis XIV, vol. 1, Imprimerie Royale (Paris), 1835, 910 p. (lire en ligne).
- Chronologie historique-militaire, par M. Pinard, tomes 5 et 8, Paris 1761 et 1778
- Louis Susane, Histoire de l'ancienne infanterie française, t. 6, 1851, p. 44 à 60